# 멜피

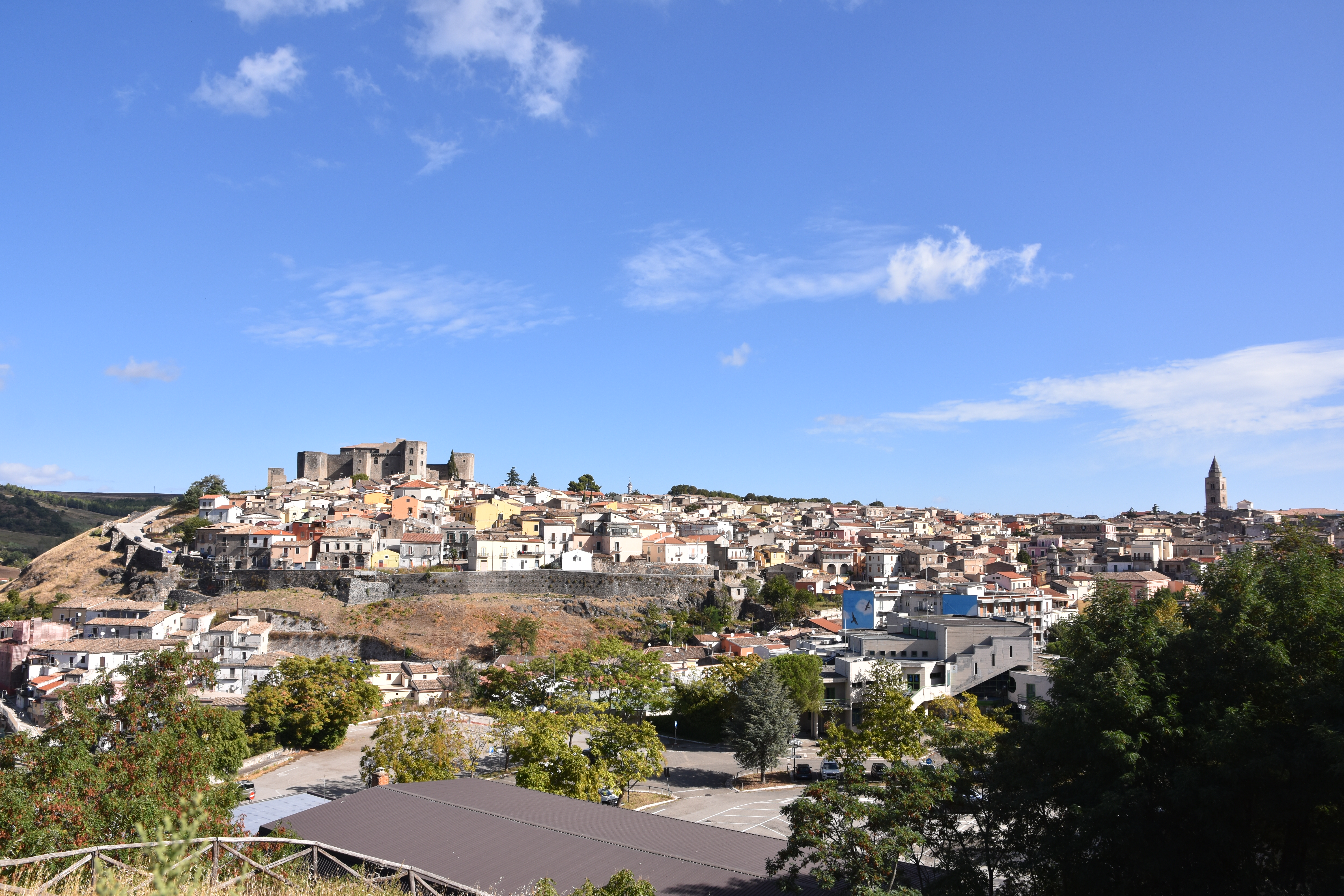

멜피(Melfi)는 이탈리아 바실리카타주 포텐차도의 코무네이다. 지리적으로 나폴리와 바리 중간에 위치한다. 2015년 기준 인구 수는 17,768명이다.

## 주요 관광지

### 성

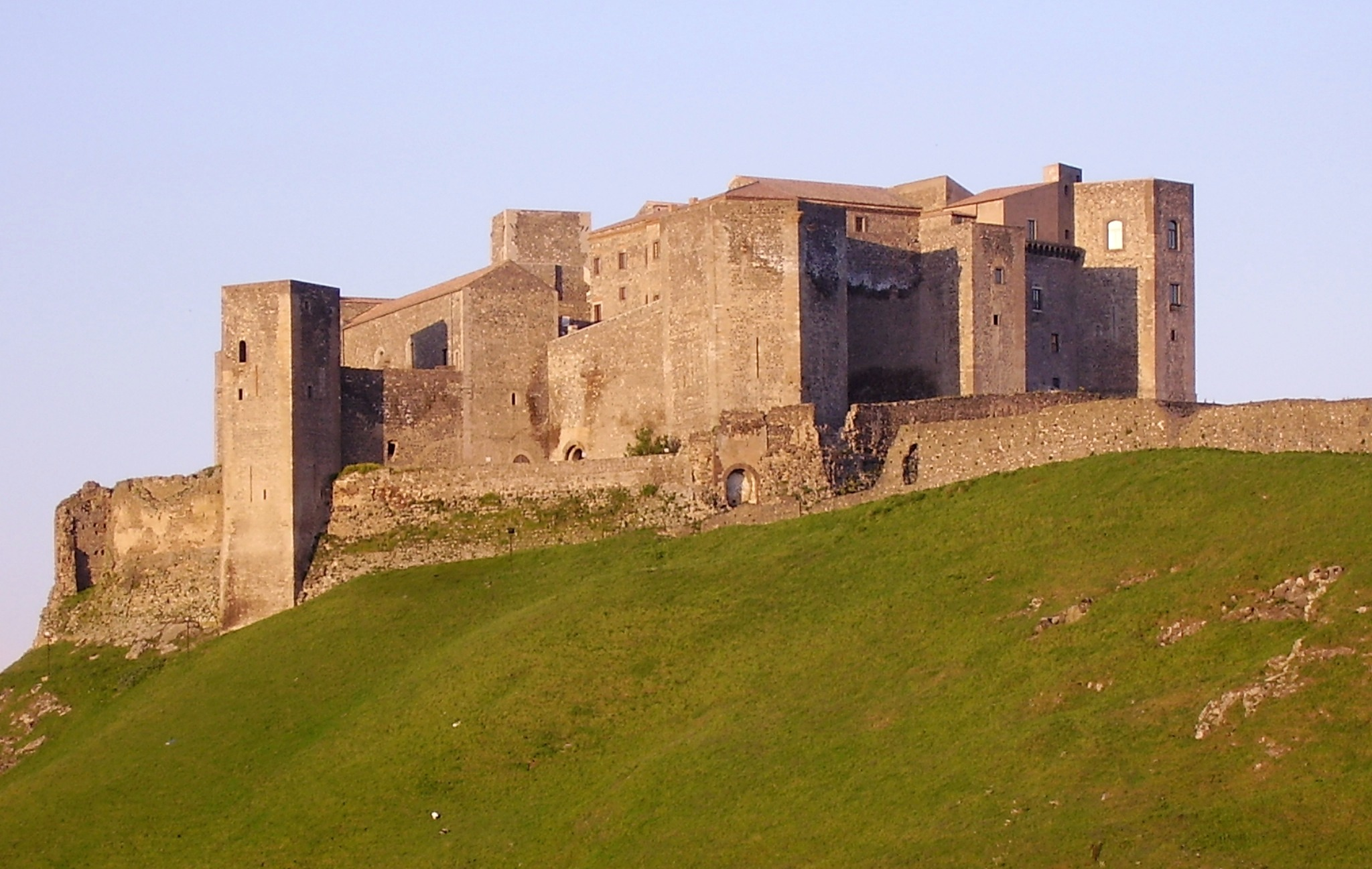

멜피성이 마을 전체를 지배하고 있다. 11세기 노르만족에 의해 건설된 것으로 추정된다.

### 성당

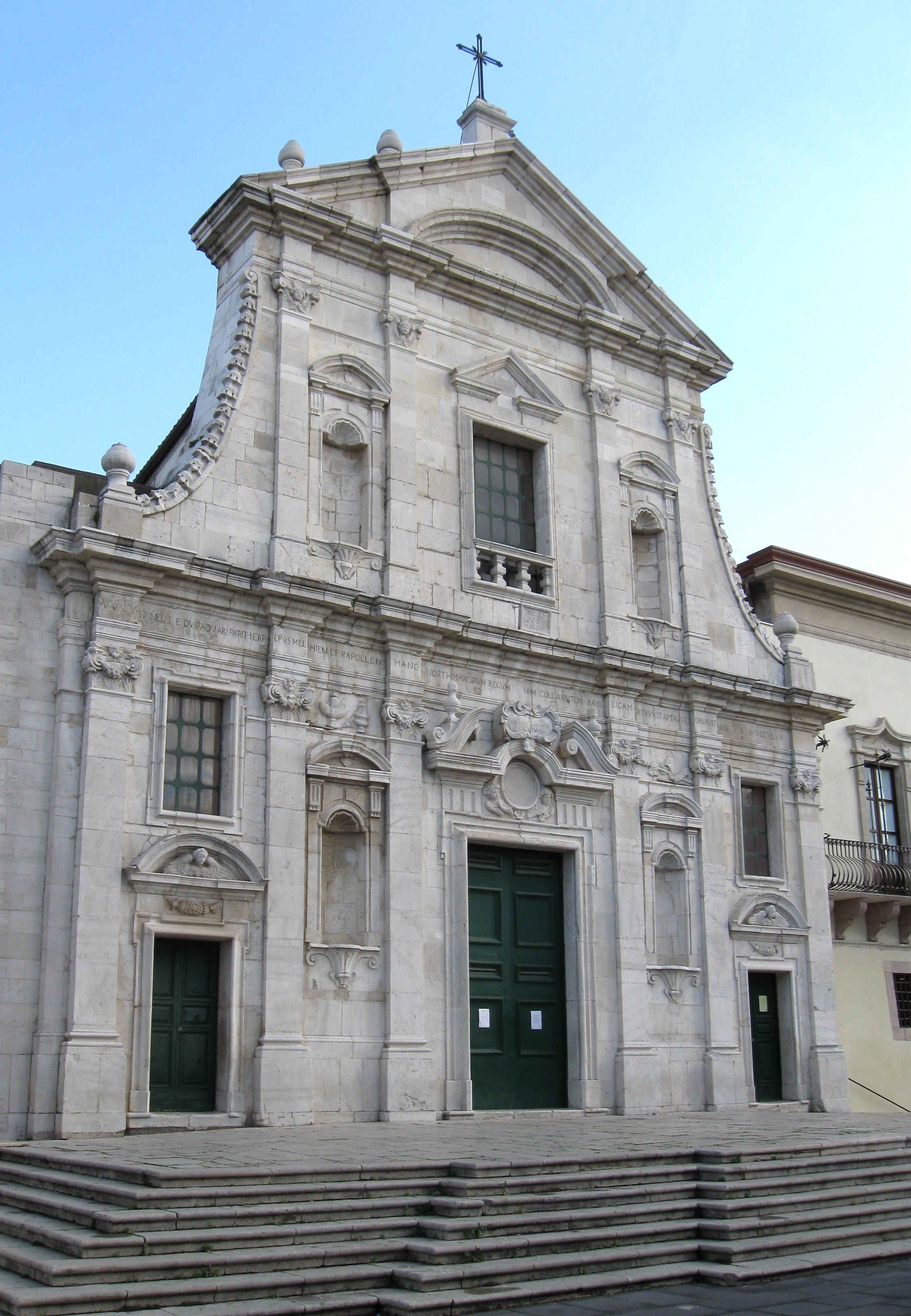

로베르 기스카르를 위해 11세기에 건설된 성당으로, 지진 이후 원래의 노르만 종탑을 제외하고 바로크 스타일로 개작되었다.

## 출신 인물
- 안드레아 도리아: 정치인
- 앤서니 프랜시오사: 배우